# Epistilbit
Epistilbit – minerał z gromady krzemianów, zaliczany do grupy zeolitów. Należy do grupy minerałów rzadkich. 
Nazwa pochodzi od gr. epi = bliski i nazwy minerału „stilbit” i nawiązuje do podobieństwa obu tych minerałów. 

## Charakterystyka

### Właściwości
Zazwyczaj tworzy kryształy o pokroju słupkowym, igiełkowym, rzadko tabliczkowym. Występuje w skupieniach zbitych, promienistych, sferolitowych. Jest kruchy i przezroczysty. Współwystępuje z kwarcem, kalcytem, heulandytem, laumontytem, chabazytem, mezolitem. 

### Występowanie
Jest produktem procesów hydrotermalnych. Występuje w pęcherzach pogazowych i szczelinach skał wylewnych (w bazaltach i melafirach), w druzach pegmatytów. 
Miejsca występowania:
- Na świecie: Wielka Brytania, Słowacja, Indie, USA, Włochy, Islandia.

- W Polsce: stwierdzony w Kotlinie Kłodzkiej (w melafirach i migdałowcach).

### Zastosowanie
- ma znaczenie naukowe – wskaźnik procesów hydrotermalnych